# 260 г. пр.н.е.
260 (двеста и шестдесета) година преди новата ера (пр.н.е.) е година от доюлианския (Помпилийски) римски календар.

## Събития

### В Римската република
- Консули са Гней Корнелий Сципион Азина и Гай Дуилий.
- Продължава Първата пуническа война:
- Римляните претърпяват неуспех при Сагеста, където военният трибун Гай Цецилий е победен от Хамилкар, но по-късно Дуилий успява да вдигне обсадата на града.[1]
  - Консулът Сципион се опитва да превземе Липари на Липарските острови с част от своя флот, но е победен и дори пленен от пристигналия от Панорм картагенски флот, който е изпратен от Ханибал Гискон.[2]
  - Другият консул Дуилий, който дотогава командва сухоземните операции в Сицилия, поема командването на флота и нанася сериозно поражение на Ханибал в морската Битка при Миле.[2] Основна причина за победата е използването на изобретения от римляните абордажен мост „корвус“. Картагенците губят 50 от 130 кораби, като флагманският кораб на Ханибал е пленен, а поне 10 000 души са пленени или убити.[3]
  - За победата си Дуилий е награден с първия в историята на Рим триумф за морска победа и в негова чест на Форума е издигната колона украсена с тарани от победените картагенски кораби.[3]

### В империята на Селевкидите
- Започва Втората сирийска война между птолемейски Египет и царството на Селевкидите.[4]

## Родени
- Тиберий Семпроний Лонг (консул 218 пр.н.е.), римски политик и пълководец (умрял 210 г. пр.н.е.)

## Починали
- Зенодот Ефески, древногръцки филолог и поет, коментатор на Омир, основател на текстологията (роден 330 г. пр.н.е.)
- Тимей, старогръцки философ питагореец и историк (роден 350 г. пр.н.е.)